# Mark C. Lee
Mark C. Lee (ur. 14 sierpnia 1952 w Viroqua w stanie Wisconsin) – amerykański astronauta.

## Życiorys
W 1970 ukończył szkołę w Viroqua, a w 1974 inżynierię na United States Air Force Academy, w 1980 został magistrem inżynierii mechanicznej na Massachusetts Institute of Technology, pracował jako inżynier. Przechodził kurs pilotażu w Laughlin Air Force Base w Teksasie i w Luke Air Force Base w Arizonie, później jako pilot spędził 2,5 roku w amerykańskiej bazie lotniczej na Okinawie, od 1980 służył w Hanscom Air Force Base w Massachusetts. Ma wylatane 4500 godzin. Otrzymał stopień pułkownika. 23 maja 1984 został wybrany przez NASA kandydatem na astronautę, w czerwcu 1985 skończył podstawowe szkolenie astronautyczne, został specjalistą misji.
Od 4 do 8 maja 1989 uczestniczył w misji STS-30, trwającej 4 dni i 56 godzin. Start nastąpił z Centrum Kosmicznego im. Johna F. Kennedy’ego na Florydzie, a lądowanie w Edwards Air Force Base w Kalifornii. Z pokładu wahadłowca wysłano międzyplanetarną sondę kosmiczną Magellan, która udała się w kierunku Wenus. Od 12 do 20 września 1992 był specjalistą misji STS-47, trwającej 7 dni, 22 godziny i 30 minut. Prowadzono wówczas eksperymenty na pokładzie laboratorium Spacelab-J. Od 9 do 20 września 1994 brał udział w misji STS-64, trwającej 10 dni, 22 godziny i 49 minut. Uczestnicy umieścili na orbicie i przechwycili satelitę telekomunikacyjnego Spartan-201 i badali atmosferę ziemską przy użyciu laserowego urządzenia LITE (Lidar Space Technology Experiment). Lee wykonał spacer kosmiczny trwający 6 godzin i 51 minut. Od 11 do 21 lutego 1997 był specjalistą serwisowej misji STS-82 do Kosmicznego Teleskopu Hubble’a, trwającej 9 dni, 23 godziny i 37 minut. Wykonał trzy spacery kosmiczne, trwające łącznie 19 godzin i 10 minut.
Łącznie spędził w kosmosie 32 dni, 21 godzin i 52 minuty. Opuścił NASA 1 lipca 2001.
Stowarzyszenie Uczestników Lotów Kosmicznych (Association of Space Explorers) przyznało mu Universal Astronaut Insignia za lot orbitalny (nr 215).